# Frenchville (Maine)
Pour les articles homonymes, voir Frenchville.
Frenchville est une ville située dans l’État américain du Maine, dans le comté d'Aroostook.
Elle est majoritairement peuplée par des Franco-Américains et la langue française s'est largement maintenue.

## Géographie
Frenchville est située dans la partie nord-est du comté d'Aroostook, sur la rive sud du fleuve Saint-Jean qui marque la frontière canadienne, en face de Saint-Hilaire au Nouveau-Brunswick.
Les principaux cours d'eau sont les ruisseaux Dufour, Cyr[réf. nécessaire], Gagnon, Rosignol, et Bourgoin. Ils se jettent tous dans le fleuve Saint-Jean.

## Histoire
Le père Dionne construit la première église catholique St Luce.
La ville fut nommée officiellement le 23 février 1869, sous le nom de Dickeyville, en l'honneur de William Dickey, de Fort Kent.
Le nom a été changé le 26 janvier 1871, pour honorer la nationalité principale des habitants. Elle est alors habitée principalement par des  colons franco-américains. En 2010, 70% de la population était encore d'origine canadienne française ou française. 

## Population
Selon le recensement (estimation) de 2012, la population de Frenchville est de 1 073 habitants, tandis qu'elle était de 1 087 en 2010.
Au recensement de 2000, 80 % de la population parlait français, le maintien de la langue étant facilité par la proximité immédiate du Québec et du Nouveau-Brunswick francophones. 70% de la population est d'origine canadienne française ou française. Les administrations sont d'ailleurs bilingues, et la plupart des commerçants affichent en anglais et en français. 

## Culture
Frenchville est l'une des localités organisatrices du Ve Congrès mondial acadien en 2014.

## Économie
- Agriculture (Pomme de terre)

## Transports
- Jonction U.S. Route 1 et State Route 162 (SR 162) au km 820,4.

- Aéroport : Northern Aroostook Regional Airport (IATA: WFK), fin de service commerciale en 2009 de New England Air Transport.

## Monuments et patrimoine
- Frenchville Railroad Station and Water Tank est inscrit au U.S. National Register of Historic Places en 1995. Construit en 1910 par Bangor and Aroostook Railroad[3].
- Moulin de Corriveau. Inscrit au National Register en 1994 mais démoli en 2005[3].

## Personnalités
- George Corriveau[8]